# Альфельт, Эльсе

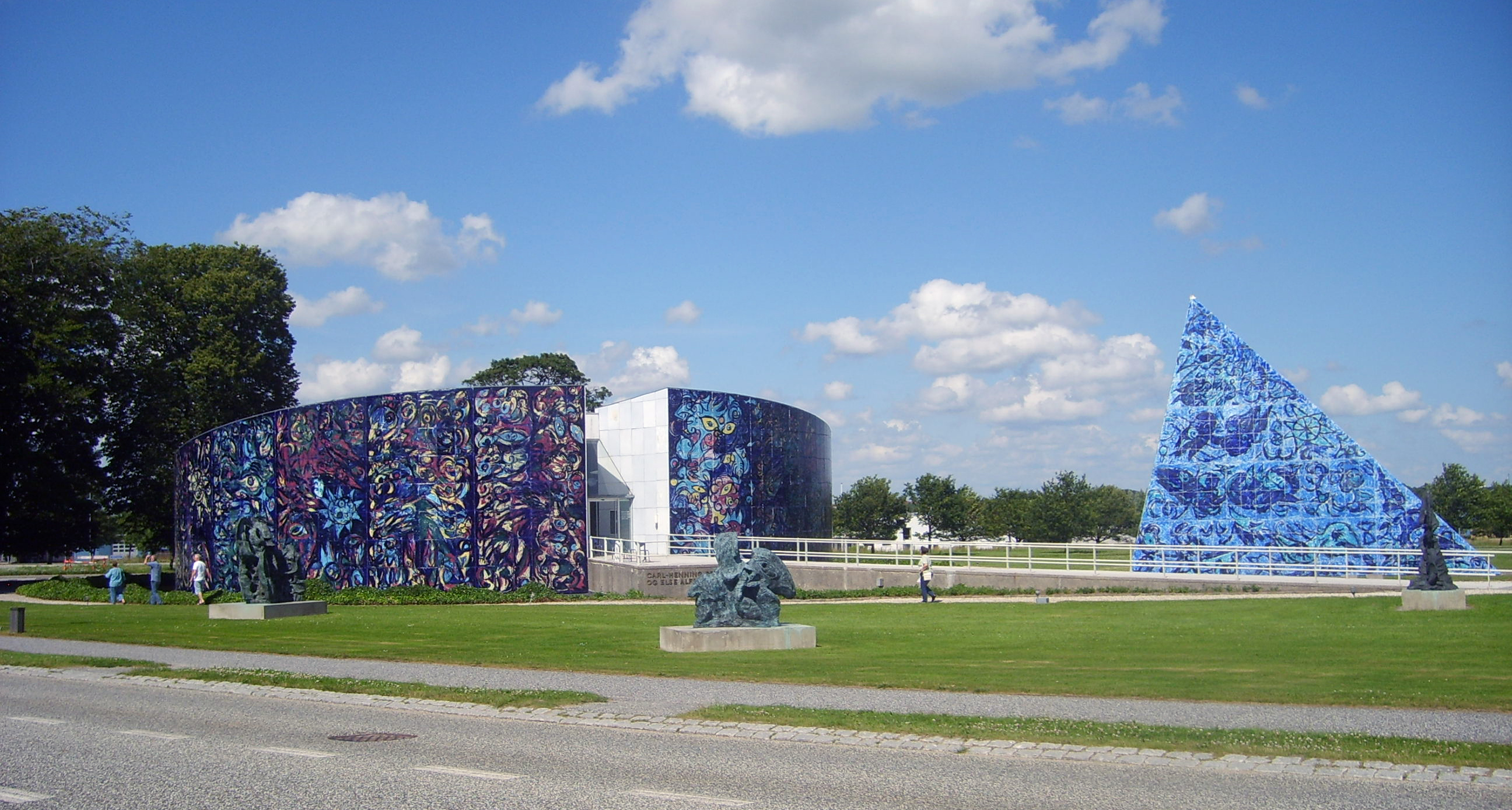
Музей Карла-Хеннинга Педерсена и Эльсе Альфельт в окрестностях датского города Хернинг

Эльсе Альфельт (дат. Else Alfelt; 16 сентября 1910 — 9 августа 1974) — датская художница, специализировавшаяся на картинах абстракционизма. Она была одной из двух женщин-членов авангардистского движения КОБРА. Альфельт была замужем за Карлом-Хенингом Педерсеном, другим заметным участником движения КОБРА.

## Ранняя биография и образование
Эльсе Альфельт родилась в Копенгагене в семье Карла Вальдемара Альфельта (1882—1954) и Эдит Александры Регины Юлии Томсен (1893—1938). Она начала рисовать в раннем возрасте и развивалась как художница, будучи самоучкой.

## Карьера
Алефельдт представляла свои работы на ежегодный Осенний салон датских художников (дат. Kunstnernes Efterårsudstilling) с 1929 года, но её работы не принимались до 1936 года, когда она выставила два натуралистических портрета. Вскоре после этого живописный стиль Альфельта перешёл к совершенно абстрактной идиоме медитативных и красочных призматических композиций.
Альфельт участвовала в основных авангардных художественных движениях в Дании с 1930-х по 1950-е годы. Она входила в «Линию» (дат. Linien, 1934—1939), группу художников и художественный журнал, которая служила первым проводником французского сюрреализма в Дании. Во время немецкой оккупации Дании в период Второй мировой войны Альфельт был неотъемлемой частью «Чёртовой лошади» (дат. Helhesten, 1941—1944), группы художников и художественного журнала, основанной Асгером Йорном в качестве предвестника экспериментального искусства и скрытого культурно-политического сопротивления оккупации. В послевоенный период Альфельт также была важным членом авангардистского движения КОБРА (1948—1951).
В своём творчестве Альфельт исследовала такие мотивы, как спирали, горы и сферы, которые она связывала с выражениями «внутреннего пространства». Альфельт черпала вдохновение для своего искусства непосредственно из природы: особенно её воодушевляли горы, которые она искала во время своих многочисленных путешествий, таких как её поездка в Лапландию в 1945 году и Японию в 1967 году. Помимо картин она также создала несколько мозаик.
Она была награждена премией Tagea Brandt Rejselegat в 1961 году.